# تری‌فنیل‌فسفین
تری‌فنیل‌فسفین (به انگلیسی: Triphenylphosphine) یک ترکیب شیمیایی با شناسه پاب‌کم ۱۱۷۷۶ است. شکل ظاهری این ترکیب، جامد سفید است.